# Lijst van rijksmonumenten in Almere
De gemeente Almere telt 15 inschrijvingen in het rijksmonumentenregister. Hieronder een overzicht. 

## Almere Stad
Stadsdeel Almere Stad telt 2 inschrijvingen in het rijksmonumentenregister.
| Object                                            | Oorspronkelijke functie? | Bouwjaar        | Architect | Locatie                                       | Coördinaten?                  | Nr.?   | Afbeelding  |
| ------------------------------------------------- | ------------------------ | --------------- | --------- | --------------------------------------------- | ----------------------------- | ------ | ----------- |
| De Visbun. Wrak van een vissersschip (waterschip) | Archeologisch monument   | late 16e eeuw   |           | In de Natte Graslanden, bij de Noorderplassen | 52° 24' 2" NB, 5° 11' 4" OL   | 528004 | Upload foto |
| Het Hanzeschip. Wrak van een vrachtschip          | Archeologisch monument   | midden 16e eeuw |           | Sallandse Kant. Bij A6                        | 52° 21' 42" NB, 5° 16' 13" OL | 528011 | Upload foto |

## Almere Buiten
Stadsdeel Almere Buiten telt 1 inschrijving in het rijksmonumentenregister.
| Object                                  | Oorspronkelijke functie? | Bouwjaar                   | Architect | Locatie              | Coördinaten?                  | Nr.?   | Afbeelding  |
| --------------------------------------- | ------------------------ | -------------------------- | --------- | -------------------- | ----------------------------- | ------ | ----------- |
| De Molensteen. Wrak van een vrachtschip | Archeologisch monument   | eind 16e of begin 17e eeuw |           | Bij Oostvaardersdijk | 52° 25' 37" NB, 5° 14' 25" OL | 528010 | Upload foto |

## Almere Poort
Stadsdeel Almere Poort telt 4 inschrijvingen in het rijksmonumentenregister.
| Object                                  | Oorspronkelijke functie? | Bouwjaar              | Architect | Locatie              | Coördinaten?                 | Nr.?   | Afbeelding                          |
| --------------------------------------- | ------------------------ | --------------------- | --------- | -------------------- | ---------------------------- | ------ | ----------------------------------- |
| Het Kalkschip. Wrak van een vrachtschip | Archeologisch monument   | eerste helft 17e eeuw |           | Bij Elementendreef   | 52° 20' 25" NB, 5° 9' 32" OL | 528003 | Upload foto                         |
| De Ravage. Wrak van een vrachtschip     | Archeologisch monument   | 17e eeuw              |           | Bij Godendreef       | 52° 21' 36" NB, 5° 9' 2" OL  | 528007 | De Ravage. Wrak van een vrachtschip |
| De Slagzij. Wrak van een vrachtschip    | Archeologisch monument   | eerste helft 17e eeuw |           | Bij Beneluxlaan      | 52° 20' 55" NB, 5° 8' 54" OL | 528008 | Upload foto                         |
| De Werkschuit. Wrak van een werkschip   | Archeologisch monument   | tweede helft 19e eeuw |           | Bij Montenegrostraat | 52° 20' 43" NB, 5° 9' 16" OL | 528009 | Upload foto                         |

## Almere Hout
Stadsdeel Almere Hout telt 6 inschrijvingen in het rijksmonumentenregister.
| Object                                                 | Oorspronkelijke functie? | Bouwjaar              | Architect | Locatie              | Coördinaten?                  | Nr.?   | Afbeelding  |
| ------------------------------------------------------ | ------------------------ | --------------------- | --------- | -------------------- | ----------------------------- | ------ | ----------- |
| Terrein waarin sporen van bewoning                     | Archeologisch monument   | vroeg-neolithicum     |           | A27/Vogelweg         | 52° 20' 59" NB, 5° 20' 16" OL | 511925 | Upload foto |
| Terrein waarin sporen van bewoning                     | Archeologisch monument   | vroeg-neolithicum     |           | A27                  | 52° 21' 6" NB, 5° 20' 4" OL   | 511926 | Upload foto |
| Terrein waarin sporen van bewoning                     | Archeologisch monument   | vroeg-neolithicum     |           | A27/Windturbinepad   | 52° 20' 11" NB, 5° 20' 50" OL | 511927 | Upload foto |
| Terrein waarin sporen van bewoning                     | Archeologisch monument   | vroeg-neolithicum     |           | A27/Windturbinepad   | 52° 20' 1" NB, 5° 20' 51" OL  | 511928 | Upload foto |
| De Branding. Wrak van een vissersschip (waterschip)    | Archeologisch monument   | midden 16e eeuw       |           | Bij Paradijsvogelweg | 52° 20' 52" NB, 5° 19' 37" OL | 528012 | Upload foto |
| Visserijoorlog. Wrak van een vissersschip (waterschip) | Archeologisch monument   | eerste helft 16e eeuw |           | Bij A27              | 52° 19' 12" NB, 5° 20' 20" OL | 528013 | Upload foto |

## Almere Pampus
Stadsdeel Almere Pampus telt 2 inschrijvingen in het rijksmonumentenregister.
| Object                                      | Oorspronkelijke functie? | Bouwjaar              | Architect | Locatie              | Coördinaten?                | Nr.?   | Afbeelding                                  |
| ------------------------------------------- | ------------------------ | --------------------- | --------- | -------------------- | --------------------------- | ------ | ------------------------------------------- |
| De Zuiderzeeparel. Wrak van een vrachtschip | Archeologisch monument   | eind 15e eeuw         |           | Bij Oostvaardersdijk | 52° 21' 51" NB, 5° 8' 5" OL | 528005 | De Zuiderzeeparel. Wrak van een vrachtschip |
| De Tjalk. Wrak van een vrachtschip          | Archeologisch monument   | tweede helft 18e eeuw |           | Bij Brikweg          | 52° 22' 8" NB, 5° 9' 11" OL | 528006 | De Tjalk. Wrak van een vrachtschip          |

Almere ·
Noordoostpolder ·
Urk ·
Zeewolde

Gemaal Lovink ·
scheepswrak VAL1460